# タイガー・プロジェクト/ドラゴンへの道 序章
『タイガー・プロジェクト/ドラゴンへの道 序章』（原題：廣東小老虎、英語題：The Cub Tiger From Kwang-Tung）は、1974年製作のジャッキー・チェン初主演作品。

## 概要
当時の拳法映画の紋切り型である「復讐・敵討ち」を軸にしたストーリー展開ではあるが、後に『ドランクモンキー 酔拳』等で開花するコミカルなキャラクターの片鱗を既に覗かせている。
製作当時の香港では、ブルース・リーの死によってカンフー映画は下火になっており、そのあおりを食って本作はお蔵入りとなってしまった。ジャッキー・チェンが『ドランクモンキー 酔拳』のヒットによりブレイクした後、『ドランクモンキー 酔拳』からのカットと新撮映像を追加し『ジャッキー・チェンの必殺鉄指拳（原題：刀手怪招）』として公開された。
無名時代のユン・ピョウがカラミ役で出演している。
英題は複数あり、『The Little Tiger From Canton（Kwang-Tung）』という題名もある。
日本では劇場未公開で、『燃えよジャッキー拳』という邦題でビデオリリースされ、ビデオ再発売時に『タイガー・プロジェクト/ドラゴンへの道 序章』に改題された。

## あらすじ
食堂で働くタイガー（ジャッキー・チェン）は、幼い頃父をルーチーに殺されたが、叔父のハン・ウーに引き取られ立派な青年に成長する。しかし町ではルーチーの子分ライサンたちの横暴が続き、タイガーの周囲の人々も苦しめられていた。ついに養父の居所が知られ、家を焼かれた養父は大怪我を負い、タイガーの友人でスリのリトル・ピッカーはライサンに利用された挙句惨殺される。怒りを爆発させたタイガーは、ルーチー一味に単身立ち向かっていった。

## キャスト
| 役名             | 俳優                         |
| ---------------- | ---------------------------- |
| タイガー         | ジャッキー・チェン（陳元龍） |
| ルーチー         | チェン・ホンリー（陳鴻烈）   |
| ホイラン         | スー・ペイペイ（舒佩佩）     |
| ハン             | ティエン・ファン（田豐）     |
| リトル・ピッカー | ハン・クォツァイ（韓國材）   |
| ライサン         | 関聰                         |
| タイガーの父     | 黄梅                         |
| シャオリー       | 泰山                         |
| 小鬼の祖母       | 甘露                         |
| ルーチーの手下   | ユン・ピョウ（元彪）         |

## スタッフ
- 監督：ナン・ホイフン（魏海峰）
- 脚本：劉遜
- 製作：李浪觀
- 武術指導：ジャッキー・チェン、ユン・ケイ（コリー・ユン、元奎）、李超俊、蔣金、朱剛

## ソフト
この作品は世界の中でもソフト化されたのは日本だけであったが、後にRARESCOP社から発売された。しかし、本編部分は日本のソフトをコピーしただけであり、画質はとてもひどく、中文字幕が焼きついたままである。2000年にはJ.V.D.からDVDが発売されている。再編集作である『必殺鉄指拳』は各国でDVD化されている。